# 斐太神社
斐太神社（ひだじんじゃ）は、新潟県妙高市宮内にある神社。式内社で、旧社格は郷社。
宮内集落西方の丘上、青田南葉山から派生した枝脈の東麓に東面して鎮座する。鎮座地周辺には斐太遺跡が、北方に観音平古墳群、南方に天神堂古墳群（「観音平・天神堂古墳群」として国の史跡に指定）が広がる。

## 祭神
大国主命（八千矛神）を主祭神に、事代主命（積羽八重事代主神）と建御名方命（諏訪大神）を相殿に祀る。相殿2柱は遷祀された神で、事代主命は矢代大神や矢代明神とも称され、天正2年（1574年）までは矢代川上流の岡沢山という地に鎮座していたといい、またこの神が相殿に祀られている事から当神社を「矢代さん」とも俗称する。建御名方命は青田南葉山の山頂に鎮座していたという。
なお、かつては天照皇大神も祀られていた。また異説として、明治34年（1901年）の『越後頸城郡誌稿』に祭神は現祭神説の他に荒人命（あらひとのみこと）説があると紹介している。荒人命は『新撰姓氏録』に、武内宿禰の息である巨勢小（雄）柄宿禰（こせのおからのすくね）の5世の孫で、巨勢楲田朝臣（こせのひたのあそみ）及び巨勢斐太臣（こせのひたのおみ）の祖とされる荒人であるといい、丸山元純の『北越風土記節解』（貞享 3 年（1686年））等が祭神として挙げている。また巨勢雄柄宿禰命を祭神とする説もあり（『神名帳考証』、『越後野志』）、雄柄宿禰の兄に羽田矢代宿禰（はたのやしろのすくね）がいるので、相殿の矢代明神は羽田矢代宿禰命である可能性を説くものもある。

## 歴史

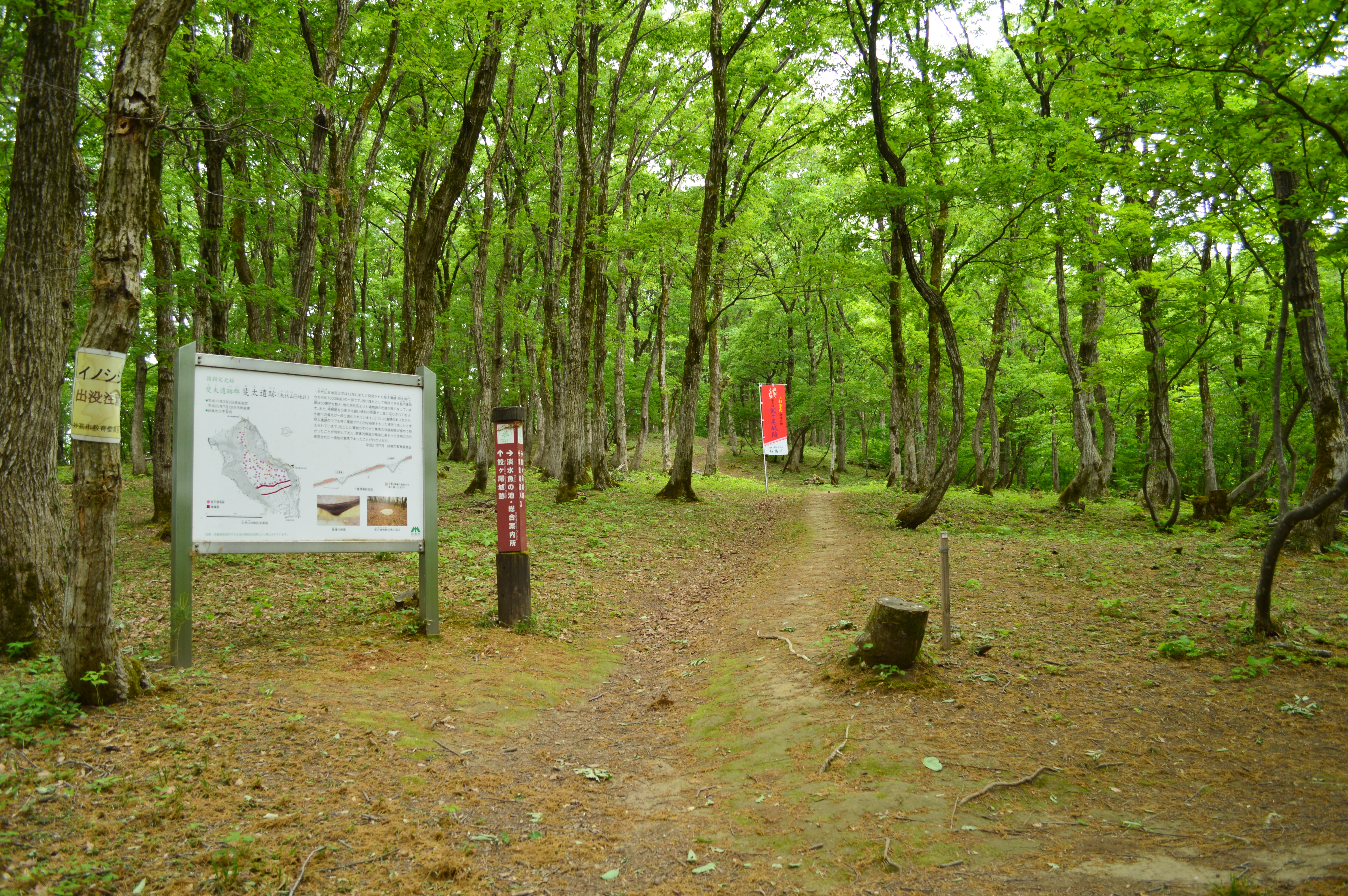
斐太遺跡（国の史跡）

上記のように現在の当神社は斐太神（大国主命）に矢代明神、諏訪大明神が合祀されたものであるが、その中で斐太神社（式内社）は当初は山上に鎮座していたと伝えられ、矢代川の支流である内川の右岸、妙高市飛田字屋敷添には里宮があって拝殿が建っていたという。旧社地は神社西方の鮫ヶ尾城跡北方にある宮沢という地がそれではないかとみられるが、現社地への遷座の時期・事情は不明。もと「楲田（ひだ）明神」と称し、延喜年間（10世紀初頭）に「斐太明神」に改めたとの説もある。現鎮座地の西方と北方にそれぞれ斐太遺跡を構成する、建物跡とみられる上ノ平と百両山の竪穴群があり、百両山竪穴群の更に北方に観音平古墳群が、鎮座地南方には矢代山竪穴群（同じく斐太遺跡に含まれる）と天神堂古墳群が広がり、なかんずく観音平、天神堂の両古墳群を営んだ勢力が奉斎したのが斐太神社であった可能性も指摘されるが、社伝によれば大国主命が御子神である事代主命と建御名方命を従えて当地方へ神幸し、当地に滞在して住民に稲作の業を教える等の国土経営にあたった故事に因んで創祀されたといい、その折に当地を越国の「日高見（ひだかみ）の国」と名付けたことから「斐太」という地名が生まれ、また、国土経営に際しては大国主命と建御名方命は山野の開拓や田畠の開墾にあたり、事代主命（矢代明神）は沼沢や河川を治めて水路を開削したと伝える。
大同3年（808年）の『大同類聚方』によれば、当神社に大己貴神によって処方が伝授された「佐美豆薬」という中風の特効薬があったといい、また同薬は頸城郡の少領である大神氏の家伝薬でもあったという。その後、斐太神は延喜の制で越後国頸城郡の小社に列し、事代主命は河原の鎮護として矢代川上流の岡沢山の奥に鎮座して矢代川にその名を残し、建御名方命は青田南葉山山頂に鎮座し、時期不明ながら斐太神社に合祀されたと伝え、山頂にその跡が現存するという。
戦国時代には上杉氏からの崇敬を受け、当神社西方の山上に鮫ヶ尾城を築城した際には当神社を近郷128箇村の総社と定め、宮内、神宮寺、乙吉、籠町、雪森、青田、稲荷、十日市、飛田の各村を神領として寄進したといい、天正2年には上杉謙信が矢代明神を合祀し（旧社地に石祠が残る）、3神を鮫ヶ尾城の鬼門鎮護の神として崇めたというが、天正7年（1579年）の鮫ヶ尾城落城の兵火に罹って炎上し、また明暦2年（1656年）にも火災に遭っており、その際に社殿と共に古文書類も焼失したために詳しい由緒沿革は不明である。
江戸時代になると天和3年（1683年）の検地で5石3合の除地を与えられ、榊原氏が越後高田藩の藩主として入封してからは同家による代々の崇敬を受けた。なお、宮内地区に南接する神宮寺地区は上越市寺町にある神宮寺があったために付けられた集落名で、同寺は当神社の神宮寺であったが、江戸時代に上越市へ移転されたという。
明治6年（1873年）12月に村社に列し、昭和17年（1942年）11月3日に郷社に昇格、同20年11月3日には県社昇格の予定であったが敗戦のために沙汰止みとなった。昭和33年（1958年）5月11日には火災により社殿が全焼している。

## 境内
本殿は梁間3間桁行3間の切妻造妻入で神社ではこれを大社風神明造と称している。拝殿は梁間3間桁行4間の切妻造妻入。共に瓦葺でこの両殿を切妻造の石の間で連絡する。
境内から出土したという勾玉と石帯が神宝となっているがいずれも未指定である。

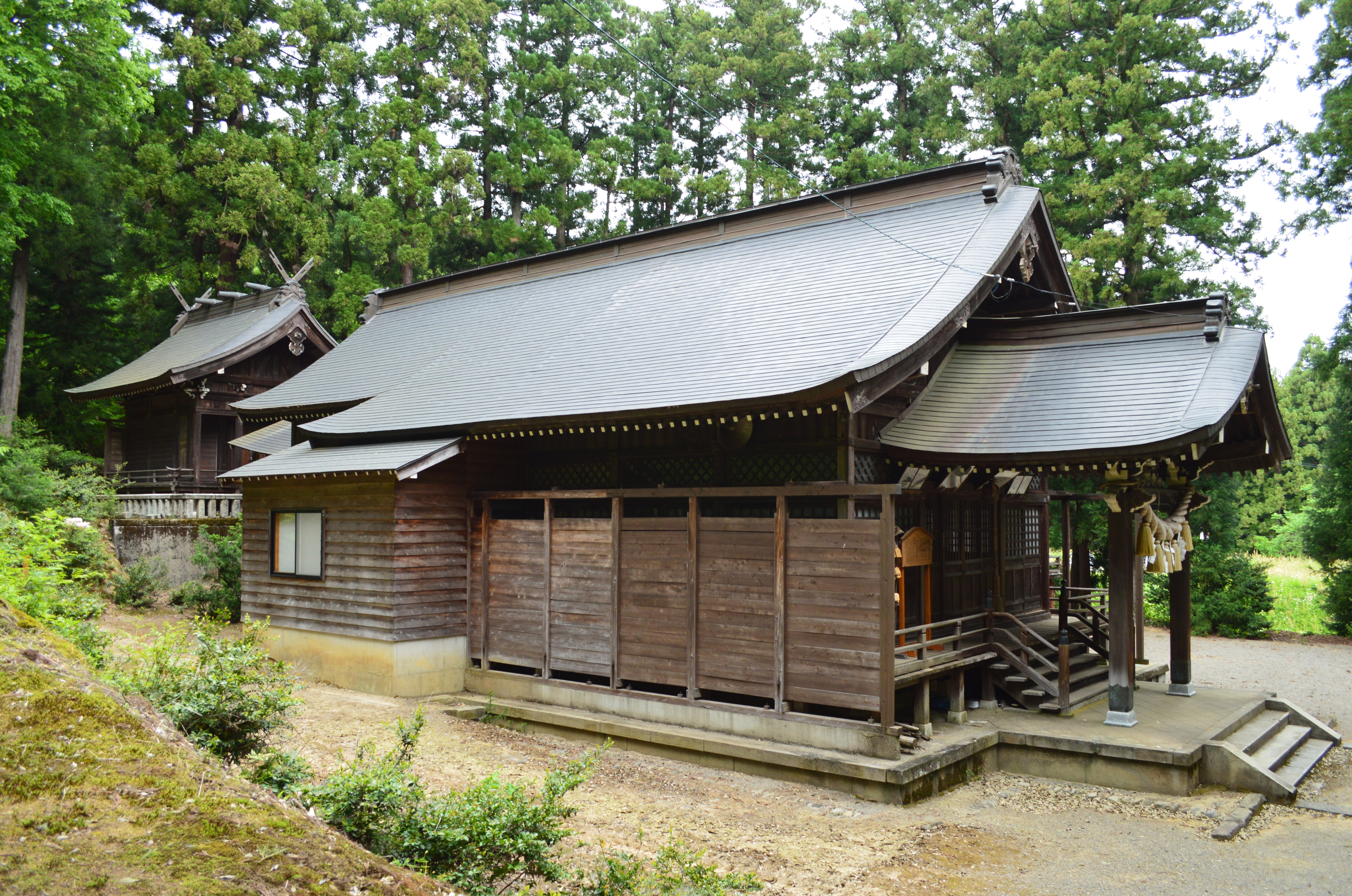
社殿
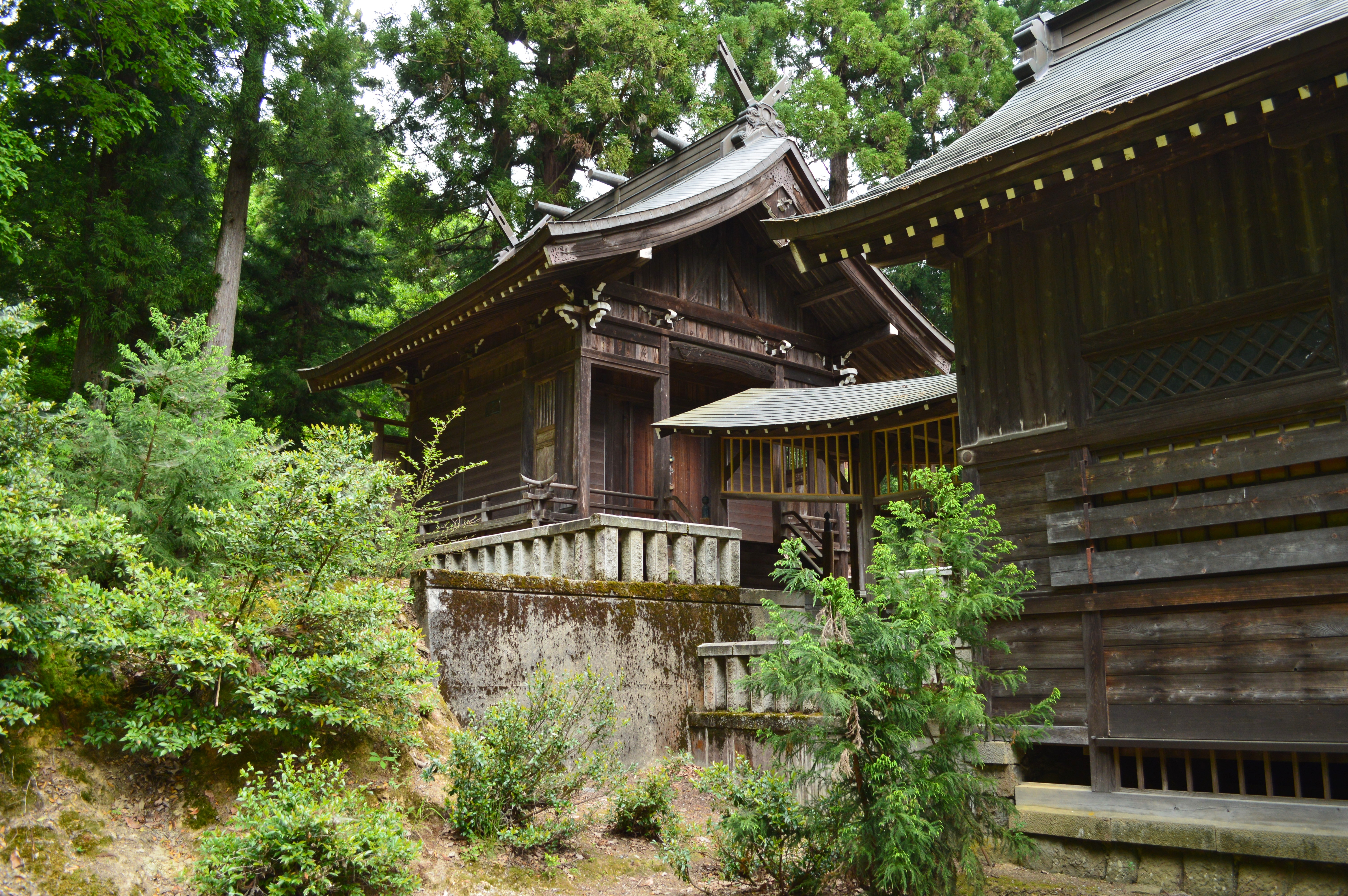
本殿
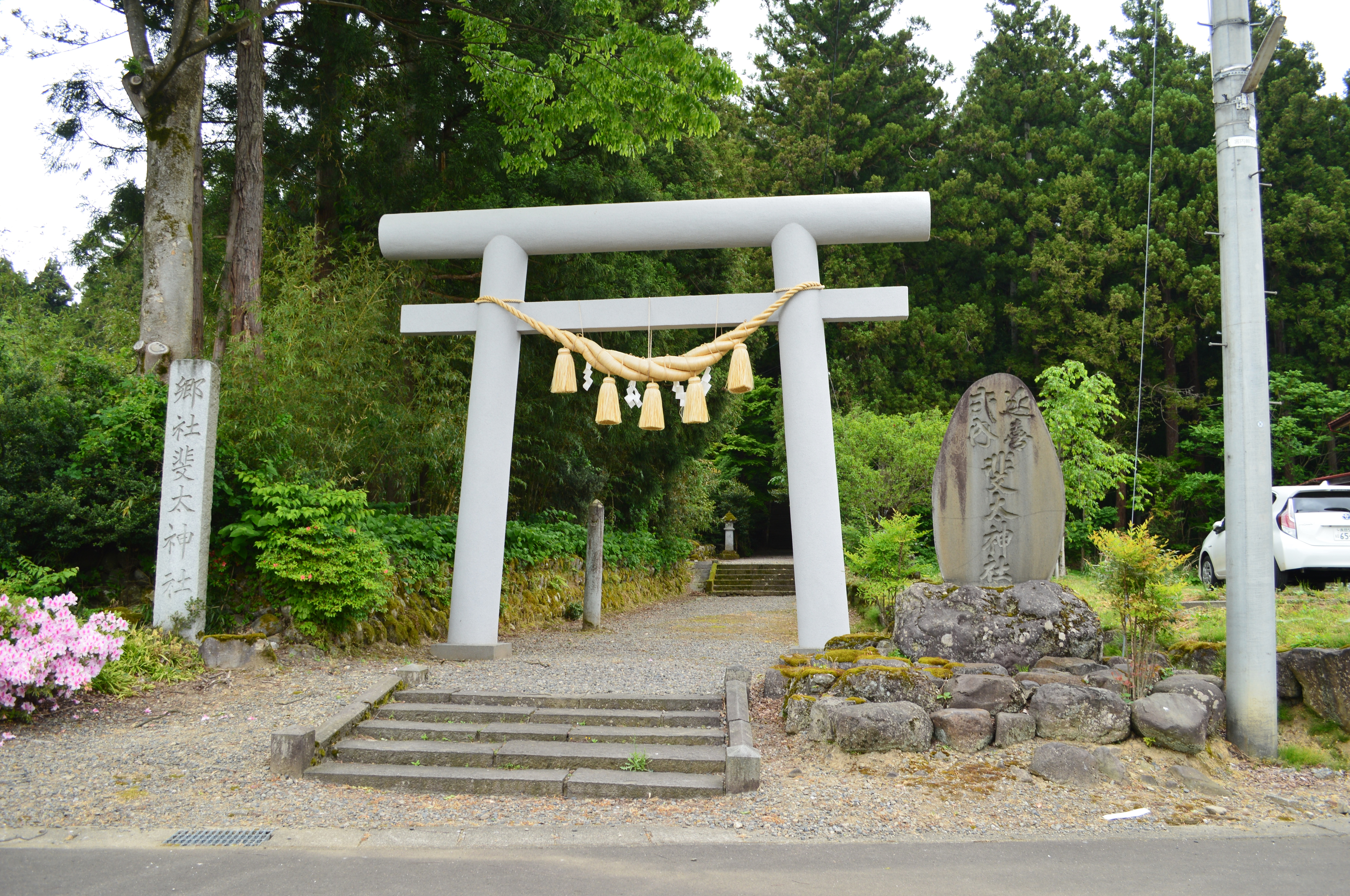
鳥居

## 摂末社

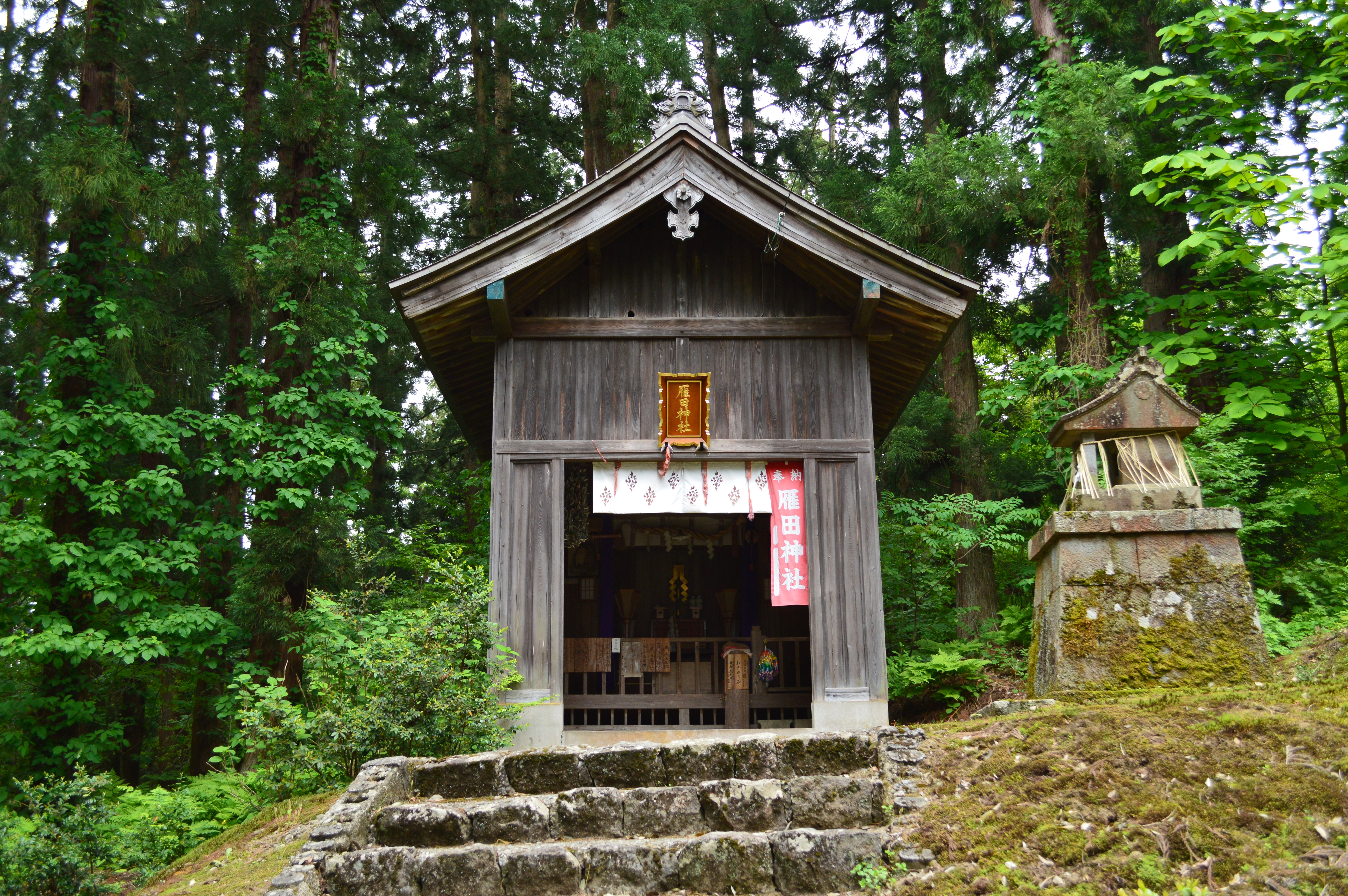
雁田神社

雁田神社（伊邪那岐命・伊邪那美命）と石祠の稲荷社、八幡社が祀られている。

## 祭事
3月3日の鎮火祭では直会で春駒踊が演じられ、丹前を着て男根を持った女性と、女性用の襦袢を着て女根と赤布、鈴を持った男性が、頬被りをして踊る。

## 神職
倉科氏が世襲する。同氏は本姓藤原氏で、順徳天皇が佐渡国へ配流された際に京都との連絡役として信濃国更級郡倉科村（現長野県千曲市倉科）へ下向、土着し、その後越後へ移って当神社の神職となったという。

## 交通アクセス
- 妙高はねうまライン 北新井駅より西へ徒歩約35分
- くびき野バス 48 斐太線[7] 「斐太北小学校前」バス停より南西へ徒歩約8分　※平日のみ運行、本数僅か